# Léon Hecht
Léon Joseph Ambroise Hecht (ur. 17 lutego 1884 w Bondues, zm. ?) – francuski strzelec, olimpijczyk. 
Był związany z Lille. Uczestniczył w igrzyskach olimpijskich w 1908 roku. Zajął 35. miejsce w karabinie dowolnym z 1000 jardów i 4. pozycję w karabinie wojskowym drużynowo. 

## Wyniki

### Igrzyska olimpijskie
| Igrzyska    | Konkurencja                  | Wynik                                               | Miejsce | Źródło |
| ----------- | ---------------------------- | --------------------------------------------------- | ------- | ------ |
| Londyn 1908 | Karabin dowolny, 1000 jardów | 75 pkt.                                             | 35      | [ 1 ]  |
| Londyn 1908 | Karabin wojskowy, drużynowo  | 2272 pkt. (druż.) 389 pkt. ind. (64–70–63–72–65–55) | 4       | [ 2 ]  |